# Requiem (Mozart)
Requiem i d-mol (KV 626) fra 1791 er Wolfgang Amadeus Mozarts sidste komposition. Selv om det menes, at det kun er 2/3 af værket, der stammer fra Mozarts hånd, hører det til hans mest berømte og elskede værker. Mozart nåede ikke at fuldende værket før sin død. Det blev fuldført af komponisten Joseph Eybler og Mozarts elev Franz Xaver Süßmayr på opfordring af Constanze Mozart, Mozarts enke, så hun kunne få udbetalt det honorar, Mozart var lovet. Tilblivelsen og kvaliteten af de tilføjede dele har været genstand for debat. Grundet de mystiske omstændigheder ved bestillingen og Mozarts tidlige død er der opstået mange myter herom. I Peter Shaffers teaterstykke fra 1979 Amadeus og filmen af samme navn indgår disse myter som en del af handlingen.

## Musik
I værket indgår fire vokalsolister (sopran, alt, tenor og bas), et firstemmigt kor og et mindre klassisk orkester bestående af to bassethorn, to fagotter, to trompeter, tre basuner, pauker, strygeorkester og basso continuo (orgel). Fløjte, obo og valdhorn er udeladt. Den sparsomme instrumentering og bassethornenes dunkle toner giver orkesteret en mørk klang og skaber en dyster, alvorsfuld stemning.
Centralt i Mozarts Requiem står det firstemmige kor; der indgår kun få rent instrumentale partier. Orkesterets funktion er, med få undtagelser, udelukkende at akkompagnere. Vokalsolisterne indgår hovedsageligt som ensemble (undtagen i Tuba mirum). I modsætning til Mozarts øvrige kirkemusik og hans operaer har rekviet hverken arier eller solopartier. For koret er der betydelig plads til kunstnerisk udfoldelse, især i Kyrie.
Hovedtonearten er d-mol, en toneart, der hyppigt (som i commendatorescenen i Don Giovanni eller Franz Schuberts strygekvartet Der Tod und das Mädchen) er forbeholdt alvorlige eller ujordiske emner. Musikken bevæger sig (med undtagelse af Sanctus i D-dur) i b-tonearter (d-mol, F-dur, g-mol, Es-dur, B-dur og a-mol), der forbindes med mørke, følelse, romantik og død. Overgangen fra sats til sats er tit mediantisk (f.eks. fra d-mol til B-dur).
En typisk opførelse varer ca. en time afhængigt af dirigentens tempo.

### Struktur
Süßmayrs version rummer følgende dele:
I. Introitus: Requiem aeternam, Adagio, d-mol (kor, sopransolo, kor). Umiddelbart fulgt af:
II. Kyrie, Allegro, d-mol (fuga) (kor)
III. Sequenz
1. Dies irae, Allegro assai, d-mol (kor)
2. Tuba mirum, Andante, B-dur (solistkvartet)
3. Rex tremendae, g-mol (kor)
4. Recordare, F-dur (solistkvartet)
5. Confutatis, Andante, a-mol (kor)
6. Lacrimosa, d-mol (kor)

IV. Offertorium
1. Domine Jesu, Andante con moto, g-mol (kor, solister) med fugastykket Quam olim Abrahae (kor)
2. Hostias, Es-dur (kor) med gentagelse af fugaen Quam olim Abrahae

V. Sanctus, Adagio, D-dur med fugastykket Osanna (kor)
VI. Benedictus, Andante, B-dur (solistkvartet) og fugastykket Osanna (kor)
VII. Agnus Dei, d-mol (kor). Umiddelbart fulgt af:
VIII. Communio: Lux aeterna, Adagio, d-mol (sopransolo, kor) + Allegro, d-mol (fuga, kor) (parodi på Mozarts Introitus [fra og med takt 19] og Kyrie)